# Tonga na letnich igrzyskach olimpijskich
Tonga na letnich igrzyskach olimpijskich – jak dotychczas Wyspy Tonga uczestniczyły 9 razy w letnich igrzyskach olimpijskich (LIO). Po raz pierwszy wystąpiły w roku 1984 w Los Angeles. Jedynym medalistą olimpijskim z tego państwa jest aktualnie bokser wagi superciężkiej Paea Wolfgramm z LIO 1996 w Atlancie.

## Klasyfikacja medalowa
| Miejsce             | Złoto | Srebro | Brąz | Razem |
| ------------------- | ----- | ------ | ---- | ----- |
| 1984 Los Angeles    | 0     | 0      | 0    | 0     |
| 1988 Seul           | 0     | 0      | 0    | 0     |
| 1992 Barcelona      | 0     | 0      | 0    | 0     |
| 1996 Atlanta        | 0     | 1      | 0    | 1     |
| 2000 Sydney         | 0     | 0      | 0    | 0     |
| 2004 Ateny          | 0     | 0      | 0    | 0     |
| 2008 Pekin          | 0     | 0      | 0    | 0     |
| 2012 Londyn         | 0     | 0      | 0    | 0     |
| 2016 Rio de Janeiro | 0     | 0      | 0    | 0     |
| 2020 Tokio          | 0     | 0      | 0    | 0     |

## Medaliści

### Srebro
- Paea Wolfgramm — Boks, waga superciężka mężczyzn (>91 kg), LIO 1996.